# Marco Valerio Messalla Rufo
Marco Valerio Messalla Rufo (in latino Marcus Valerius Messalla Rufus; fl. I secolo a.C.) è stato un senatore romano, console nel 53 a.C.

## Biografia
Marco Valerio Messalla Rufo fu figlio di un oscuro Marco Valerio Messalla Corvino e di Ortensia, sorella di Quinto Ortensio Ortalo, e fratello di Valeria Messalla (quinta moglie del dittatore romano Lucio Cornelio Silla). Era il padre di Marco Valerio Messalla, console suffetto nel 32 a.C., e di Potito Valerio Messalla, console suffetto nel 29 a.C.
Probabilmente pretore nel 62 a.C., fu eletto console nel 53 a.C., in seguito ad uno scandalo di corruzione di cui fu partecipe insieme ai candidati Domizio Calvino, Memmio e Scauro: tutti e quattro avevano cercato di corrompere i consoli Clodio Pulcro e Domizio Enobarbo perché alle elezioni indirizzassero i voti verso di loro (come Pompeo e Crasso avevano fatto per favorire l'elezione di Clodio). Nonostante fosse stato colto in flagrante e pubblicamente denunciato, esercitò comunque la magistratura insieme a Domizio Calvino a partire dal luglio di quell'anno, a differenza di Memmio e Scauro, che caddero in disgrazia. A causa dei grandi disordini durante il loro consolato, Messalla e Calvino tentarono di posticipare le elezioni per l'anno successivo, irritando i candidati Milone e Plauzio Ipseo per il consolato e Clodio per la pretura: tali elezioni alla fine non ebbero luogo e Pompeo fu scelto illegalmente dal Senato come consul sine collega per succedere a Messalla e Calvino.
In seguito fu accusato due volte di pratiche illecite in relazione alle elezioni; nella prima occasione fu accusato, sulla base della lex Pompeia de ambitu, da Quinto Pompeo Rufo e prosciolto, nonostante la sua evidente colpevolezza, grazie all'eloquenza dello zio Quinto Ortensio; la seconda volta, sulla base della lex Licinia de sodaliciis, fu invece condannato.
Durante la guerra civile si schierò con Giulio Cesare. Non si hanno notizie sull'ultima parte della sua vita: fu augure per cinquantacinque anni e scrisse un trattato sull'arte della divinazione.